# Rue du Festinoy
La rue du Festinoy est une rue située à Ghlin, section de Mons, dans la province de Hainaut.

## Histoire

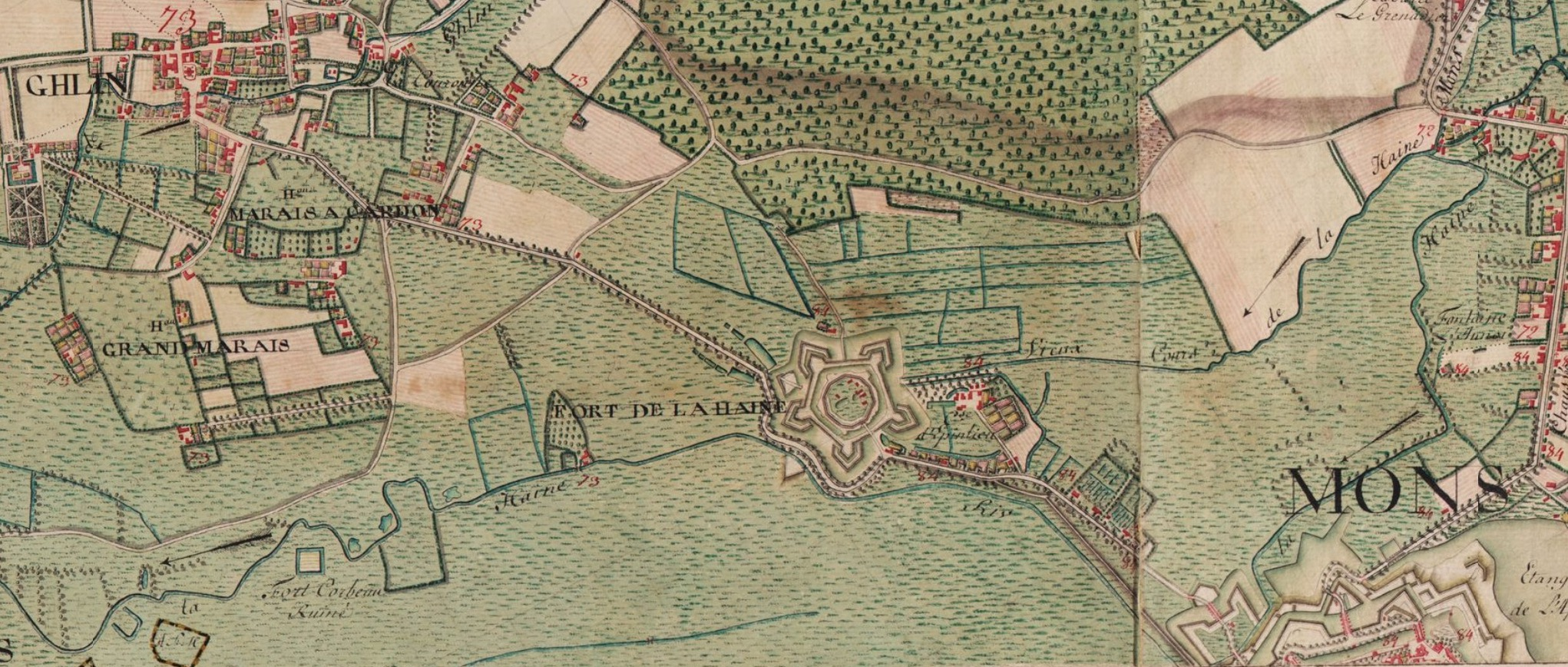
Le chemin sur la carte de Ferraris en 1777.

La rue du Festinoy est créée dans la seconde moitié du XVIIIe siècle en reprenant une section du chemin de Ghlin (actuelle rue de Mons) passant dans le fort, celui-ci étant avec la reconstruction du fort de la Haine dévié par un nouveau tracé contournant le fort au sud.